# Danae Coulmas
Danae Coulmas (Δανάη Κουλμάση, geborene Pavlapoulou; * 1934 in Athen) ist eine in Deutschland lebende griechische Publizistin, Schriftstellerin und Übersetzerin.

## Leben
Nach dem Studium der Romanistik, Philosophie und neugriechischen Philologie, das sie 1966 in Hamburg mit der Dissertation Das Apokalyptische im lyrischen Werk Victor Hugos abschloss, arbeitete Coulmas als wissenschaftliche Mitarbeiterin am Romanischen Seminar der Universität Hamburg. Von 1969 bis 1974 war sie als Redakteurin beim griechischen Dienst der Deutschen Welle in Köln tätig und setzte sich mit Rundfunksendungen und Publikationen in Zeitschriften wie Poetica und Merkur gegen die griechische Militärdiktatur ein. 1974 gab sie die Anthologie antidiktatorischer Texte Die Exekution des Mythos fand am frühen Morgen statt. Neue Texte aus Griechenland heraus. 
Nach dem Zusammenbruch der Militärdiktatur trat sie in den diplomatischen Dienst Griechenlands ein und war von 1975 bis 1998 Presserätin und Kulturrätin der griechischen Botschaft in Bonn. 
Ihr Tätigkeitsschwerpunkt in diesen Jahren und danach war und ist die Verbreitung der griechischen Literatur im deutschsprachigen Raum.
Coulmas lebte seit den 1960er Jahren bis zu dessen Tod mit dem deutschen Journalisten Klaus Rainer Röhl zusammen, der sich ihretwegen von seiner damaligen Ehefrau Ulrike Meinhof hatte scheiden lassen. Sie, die ebenfalls verheiratet war, blieb es jedoch bis zum Tod 2003 ihres Ehemanns, des Publizisten Peter Coulmas.
Ihr wurde 2013 der Ehrenring der Deutsch-Griechischen Gesellschaften verliehen.

## Schriften (Auswahl)
Selbständige Werke und unselbständige Schriften
- Das Apokalyptische im lyrischen Werk Victor Hugos. Hamburg, Univ., Diss., 1965
- Schliemann und Sophia: Eine Liebesgeschichte. Piper Verlag, München 2001 (Historischer Roman)
  - Griechische Ausgabe: Σλήμαν και Σοφία: μια ιστορία αγάπης, Kastaniotis Verlag, Athen 2006.
- zahlreiche Studien, Essays, Aufsätze, Rundfunksendungen hauptsächlich zur griechischen Gegenwartsliteratur (Auswahl):
  - Athen '41. Peter Coulmas im „Deutschen Wissenschaftlichen Institut“, in: Chryssoula Kambas, Marilisa Mitsou (Hrsg.), Hellas verstehen. Deutsch-griechischer Kulturtransfer im 20. Jahrhundert. Böhlau Verlag, Köln 2010, Auszüge online.
  - Hellenismus als Kulturleistung, in: Alexander von Bormann (Hrsg.), Ungleichzeitigkeiten der Europäischen Romantik. Würzburg 2006 (Stiftung für Romantikforschung, Bd. XXXIX), Auszüge online.

Herausgeberschaften
- (Hrsg.): Griechische Lyrik des 20. Jahrhunderts. Frankfurt am Main, Insel Verlag 2001.
- (Hrsg.): Anthologie Griechische Erzählungen des 20. Jahrhunderts. Frankfurt am Main, Insel Verlag 1991, zweite Auflage 2001.
- (Hrsg.): Die Exekution des Mythos fand am frühen Morgen statt: Neue Texte aus Griechenland. Frankfurt am Main, S. Fischer Verlag 1973.

Übersetzungen
- Siranna Sateli, Beim Licht des Wolfes kehren sie wieder. Kiepenheuer und Witsch Verlag, Köln 1997.
- Giorgos Seferis, Geheime Gedichte. Romiosini Verlag, Köln 1985.
- Jorgos Chimonás, Aineias und Mythistorima in Meine Reisen – Mythistorima. Romiosini Verlag, Köln 1984.